# Библиотека университета Чанаккале Онсекиз Март

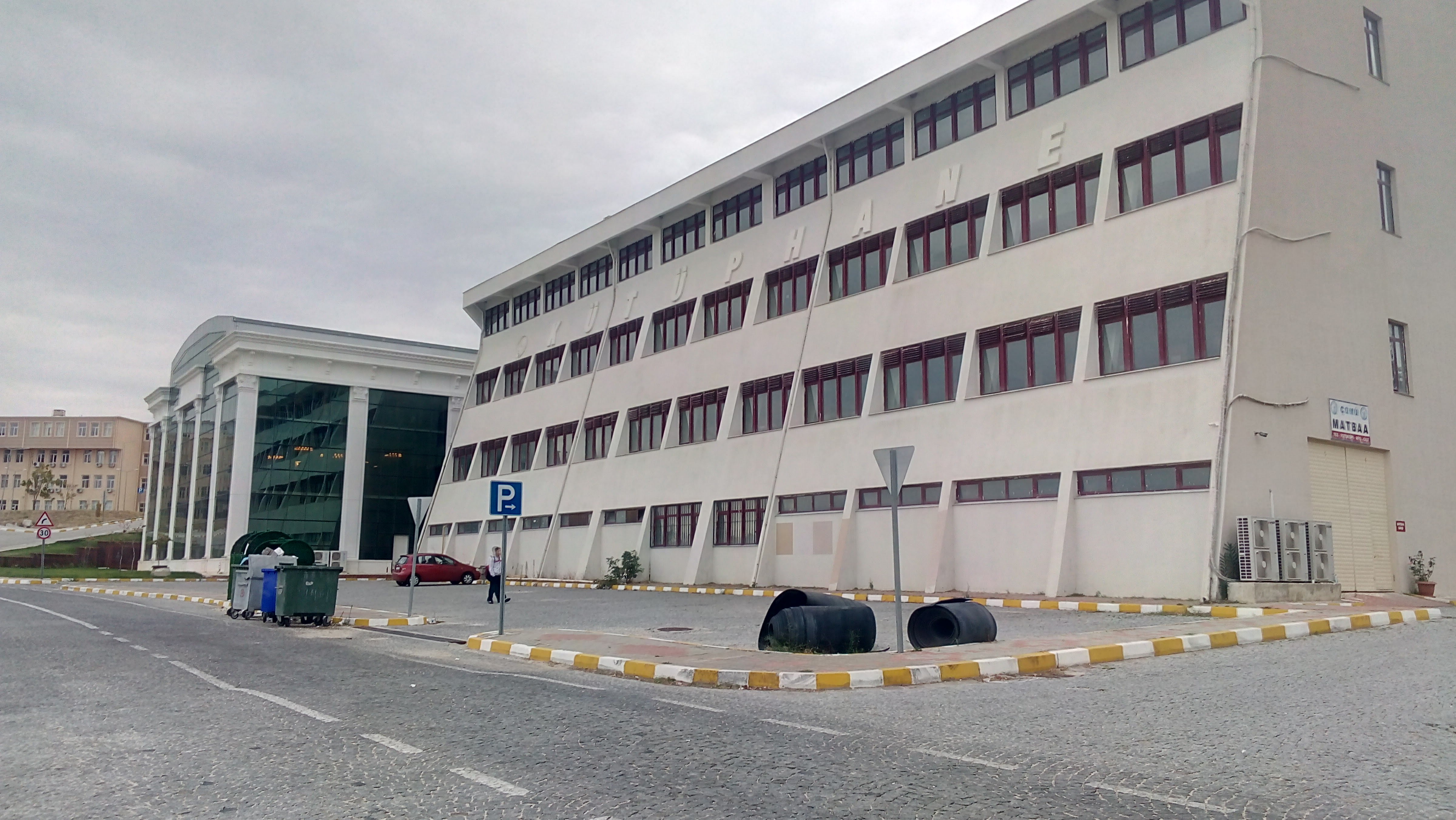
Задний фасад библиотеки Чанаккале Онсекиз Март университета

Библиотека университета Чанаккале Онсекиз Март, главная научная библиотека университетa Чанаккале Онсекиз Март, является одной из старейших и крупнейшей библиотек в южном Мраморноморском регионе Турции. Библиотека находится в центре главного кампуса. Библиотека работает круглосуточно, открыта 365 дней в году, включая праздники.

## История
Библиотека была основана в 1992 году в кампусе Анафарталар как главная библиотека университета.
В конце 2002 года коллекция была передана в кампус Терциоглу. В 2002 году собрание на тот момент составляло всего 50 тысяч томов. К концу 2011 года библиотека достигла 250 000 печатных томов. Библиотека, помимо более 2 миллионов кандидатских и магистерских диссертаций, насчитывает более 620 000 отдельных печатных книг и около 200 000 электронных книг.

## Инфраструктура и помещения

### Главное здание
В главном корпусе 2000 читательских мест и 120 рабочих мест для персональных компьютеров. В библиотеке также есть зал для рабочих групп и кабинеты для изучения иностранных языков.
Конференц-зал располагается на первом этаже и вмещает 300 человек. В здании хранится более 620 000 печатных книг, и оно известно как самая большая библиотека в регионе Эгейского моря в Турции.

### Анафарталарская библиотека
Библиотека Анафарталар, также известная как библиотека педагогического факультета, в основном сосредоточена на учебных материалах. Она имеет 50 читательских мест и около 200 компьютеров.

### Библиотека университета в городе Бига
Она расположена в кампусе Агакёй университета города Бига. Здание библиотеки было открыто 17 марта 2013 года премьер-министром Турции Реджепом Тайипом Эрдоганом. Библиотека OMÜ Biga насчитывает 60 000 книг, в основном посвященных политике, экономике и международным отношениям. Общий книжный фонд библиотеки составляет 250 000 томов. Библиотека OMÜ Biga — самая большая библиотека факультетов в Турции.

### Археологическая библиотека OMÜ Korfmann
Археологическая библиотека, расположенная в здании бывшей школы XIX века в старом городе, напротив мечети Тифли, была завещана покойным Манфредом Османом Корфманном (1945–2005), директором археологических раскопок Трои с 1988 по 2003 годы. Данная коллекция содержит более 20 000 томов по истории, культуре, искусству и археологии.

## Филиалы
Библиотека включает в себя несколько внешних хранилищ и множество других библиотек в провинции Чанаккале:
- Библиотека медицинского факультета
- Анафарталарская библиотека
- Библиотека боголословского факультета
- Библиотека города Бига
- Японская библиотека, японская коллекция в Анафарталаре
- Библиотека Центра австралийских исследований
- Историческая библиотека
- Местные отделения в Гёкчеаде, Бозкаде, Енице, Чане, Гелиболу (Галлиполи), Лапсеки, Биге, Эзине, Айваджике.
- Музыкальная библиотека
- Археологическая библиотека Корфмана.

## IT услуги
Библиотечные ИТ-услуги предоставляют широкий спектр услуг, включая высокоскоростной доступ к сети, компьютеры с высокими техническими характеристиками, а также качественную помощь, обучение и консультации. IT-зал находится на нижнем этаже Главной библиотеки и включает около 100 компьютеров для неограниченного использования 7/24 часа.

## Примечание
1. ↑  Bu Kütüphane 24 Saat Açık. Zaman. 12 апреля 2012. Архивировано 25 апреля 2016. Дата обращения: 28 октября 2020.
2. ↑  Demokrat Çanakkale, Newspaper. ÇOMÜ Kütüphanesi 24 Saat Açık (ÇOMÜ Library is 24 Hour Open) (недоступная ссылка — история). DÇ Newspaper. Дата обращения: 21 августа 2012.
3. ↑  Kütüphane hakkında. University Library of ÇOMÜ. Дата обращения: 16 апреля 2013. Архивировано 23 июня 2012 года.
4. ↑  Ege'nin En Büyük Kütüphanesi Kapılarını Açtı. Objektif. 10 апреля 2013. Архивировано 4 ноября 2020. Дата обращения: 10 апреля 2013.
5. ↑  7/24 Kapanmayan Kütüphane. Aksiyon. 10 апреля 2013. Архивировано 22 октября 2014. Дата обращения: 22 июля 2013.
6. ↑  ÇOMÜ Biga Kütüphanesi açılışa Hazır. Sabah. 4 апреля 2013. Архивировано 15 ноября 2020. Дата обращения: 4 апреля 2013.